# Euceropsylla torrida
Euceropsylla torrida är en insektsart som först beskrevs av Crawford 1914.  Euceropsylla torrida ingår i släktet Euceropsylla och familjen rundbladloppor. Inga underarter finns listade i Catalogue of Life.